# Loberonotha
Loberonotha é um género de coleópteros da família Erotylidae.